# Parichat Charoensuk
Parichat Charoensuk (* 16. April 1998 in Udon Thani) ist eine thailändische Sprinterin.

## Sportliche Laufbahn
Erste Erfahrungen bei internationalen Wettkämpfen sammelte Parichat Charoensuk bei den Jugend-Asienspielen 2013 in Nanjing, bei denen sie die Silbermedaille im 100-Meter-Lauf gewann. Im Jahr darauf gelangte sie bei den Juniorenasienmeisterschaften in Taipeh bis in das Halbfinale und gewann mit der 4-mal-100-Meter-Staffel Thailands in 45,89 s die Silbermedaille. Zwei Jahre später nahm sie erneut an den Juniorenasienmeisterschaften in der Ho-Chi-Minh-Stadt teil und gewann dort siegte dort in 45,23 s mit der Staffel. Zudem belegte sie im Einzelbewerb in 11,95 s den fünften Platz. Sie qualifizierte sich mit der Staffel für die U20-Weltmeisterschaften im polnischen Bydgoszcz, bei denen sie mit 45,89 s im Vorlauf ausschied. Im Jahr darauf konnte sie sich bei der Sommer-Universiade in Taipeh mit der Staffel ebenfalls nicht für das Finale qualifizieren.
2018 nahm erstmals an den Asienspielen in Jakarta teil und belegte mit der thailändischen Stafette in 44,56 s den vierten Platz.
Charoensuk absolviert ein International-Business-Studium an der Universität Bangkok.

## Bestleistungen
- 100 Meter: 11,88 s, 11. Dezember 2014 in Nakhon Ratchasima
- 200 Meter: 25,20 s, 6. Juli 2016 in Bangkok